# Championnat de Zambie de football 2000
Navigation
Saison précédente Saison suivante
La saison 2000 du Championnat de Zambie de football est la trente-neuvième édition de la première division en Zambie. Les seize meilleures équipes du pays sont regroupées au sein d'une poule unique où elles s'affrontent deux fois, à domicile et à l'extérieur. En fin de saison, les quatre derniers du classement sont relégués et remplacés par les deux premiers de chacune des deux groupes géographiques de Zambian Second Division, la deuxième division zambienne.
C'est le Power Dynamos FC qui remporte le championnat cette saison après avoir terminé en tête du classement, avec quatre points d'avance sur le tenant du titre, Nkana Red Devils et six sur un duo composé du Zanaco FC et de Roan United FC. C'est le 5e titre de champion de Zambie de l'histoire du club.
Le vainqueur du championnat se qualifie pour la Ligue des champions de la CAF tandis que le vainqueur de la Coupe de Zambie obtient son billet pour la Coupe des Coupes. Le meilleur club non qualifié pour les deux compétitions participe à la prochaine édition de la Coupe de la CAF.

## Les clubs participants
| - Nkana Red Devils - Power Dynamos FC - Mufulira Wanderers FC - Indeni Ndola FC - Green Buffaloes FC - Nchanga Rovers FC - Konkola Blades FC - Lusaka Tigers FC | - Nkwazi FC - Zanaco FC - Zamsure FC - Railway Express FC - Roan United FC - Profund Warriors FC - Promu de Second Division - Kabwe Warriors FC - Lusaka Dynamos FC - Promu de Second Division |

## Compétition
Le barème de points servant à établir les classements se décompose ainsi :
- Victoire : 3 points
- Match nul : 1 point
- Défaite : 0 point

### Classement
| Rang | Équipe                | Pts | J  | G  | N  | P  | Bp | Bc | Diff |
| ---- | --------------------- | --- | -- | -- | -- | -- | -- | -- | ---- |
| 1    | Power Dynamos FC      | 56  | 30 | 15 | 11 | 4  | 34 | 16 | +18  |
| 2    | Nkana Red DevilsTC    | 52  | 30 | 14 | 10 | 6  | 36 | 24 | +12  |
| 3    | Zanaco FC             | 50  | 30 | 14 | 8  | 8  | 48 | 32 | +16  |
| 4    | Roan United FC        | 50  | 30 | 13 | 11 | 6  | 32 | 22 | +10  |
| 5    | Kabwe Warriors        | 49  | 30 | 12 | 13 | 5  | 28 | 13 | +15  |
| 6    | Green Buffaloes FC    | 48  | 30 | 14 | 6  | 10 | 33 | 24 | +9   |
| 7    | Zamsure FC            | 42  | 30 | 9  | 15 | 6  | 27 | 18 | +9   |
| 8    | Nchanga Rovers FC     | 41  | 30 | 9  | 14 | 7  | 22 | 17 | +5   |
| 9    | Konkola Blades FC     | 41  | 30 | 9  | 14 | 7  | 24 | 21 | +3   |
| 10   | Railway Express FC    | 39  | 30 | 10 | 9  | 11 | 25 | 27 | -2   |
| 11   | Indeni Ndola FC       | 35  | 30 | 7  | 14 | 9  | 18 | 20 | -2   |
| 12   | Lusaka Dynamos FCP    | 34  | 30 | 9  | 7  | 14 | 26 | 33 | -7   |
| 13   | Mufulira Wanderers FC | 31  | 30 | 7  | 10 | 13 | 37 | 39 | -2   |
| 14   | Nkwazi FC             | 10  | 30 | 8  | 6  | 16 | 25 | 55 | -30  |
| 15   | Profund Warriors FCP  | 28  | 30 | 6  | 10 | 14 | 22 | 40 | -18  |
| 16   | Lusaka Tigers FC      | 11  | 30 | 1  | 8  | 21 | 15 | 50 | -35  |

|  | Qualification pour la Ligue des champions de la CAF 2001                             |
|  | Qualification pour la Coupe des Coupes 2001                                          |
|  | Qualification pour la Coupe de la CAF 2001                                           |
|  | Relégation directe en Second Division                                                |
|  | T : Tenant du titre C : Vainqueur de la Coupe de Zambie P : Promu de Second Division |

- Railway Express FC declare forfait pour la prochaine saison et permet aux Mufulira Wanderers FC d'éviter la relégation.

## Bilan de la saison
| Championnat de Zambie de football 2000 |                             |
| Champion                               | Power Dynamos FC (5e titre) |
| Coupes et trophées                     |                             |
| Vainqueur de la Coupe de Zambie 2000   | Nkana Red Devils            |
| Qualifications continentales           |                             |
| Ligue des champions de la CAF 2001     | Power Dynamos FC            |
| Coupe des Coupes 2001                  | Nkana Red Devils            |
| Coupe de la CAF 2001                   | Zanaco FC                   |
| Promotions et relégations              |                             |
| Promus en Premier League               | Red Arrows FC               |
| Promus en Premier League               | Lusaka City Council FC      |
| Promus en Premier League               | Ndola United FC             |
| Promus en Premier League               | Chibuluma Modern Stars FC   |
| Relégués en Second Division            | Railway Express FC          |
| Relégués en Second Division            | Nkwazi FC                   |
| Relégués en Second Division            | Profund Warriors FC         |
| Relégués en Second Division            | Lusaka Tigers               |